# Carl Alt
Carl Hermann Alt, modernisiert Karl Alt, (* 30. Oktober 1873 in Riga; † nach 1935) war ein deutscher Literaturhistoriker und Hochschullehrer.

## Leben
Er war der Sohn des Rigaer Ratsherrn und Stadtsekretärs Eugen Alt und dessen Ehefrau Marie geborene Nauming. Nach dem Besuch der Stadtgymnasiums in Riga und des Gymnasiums zum Grauen Kloster in Berlin studierte Carl Alt deutsche Literatur und Geschichte ab 1892 an den Universitäten Berlin und München. 1897 promovierte er bei Erich Schmidt in Berlin zum Dr. phil.
Von 1899 bis 1902 war Carl Alt Mitarbeiter der Weimarer Goethe-Ausgabe, 1904 habilitierte er an der Technischen Universität Darmstadt. Danach wurde er Privatdozent an der Technischen Hochschule Darmstadt. 1910 erhielt er dort den Professor-Titel. Im Ersten Weltkrieg geriet er in russische Kriegsgefangenschaft, aus der er erst 1920 entlassen wurde. Von 1921 bis 1925 war er daraufhin Prorektor am Lehrerseminar in der preußischen Bezirksstadt Erfurt. Danach ging er als Studienrat an das Real-Gymnasium in Peine. In Marburg setzte sich Carl Alt zur Ruhe.

## Werke (Auswahl)
Inhaltlicher Schwerpunkt seiner Publikationen ist die deutsche Literaturgeschichte im Zeitalter der Klassik, dazu zählen u. a. folgende Schriften:
- Studien zur Entstehungsgeschichte von Goethes Dichtung und Wahrheit, München, 1898 [Nachdruck als Forschungen zur neueren Literaturgeschichte, Bd. 5)  Hildesheim, 1976].
- Schiller und die Brüder Schlegel, Weimar, Böhlau, 1904.
- Goethes Werke in zehn Teilen. Zehnter Teil: Dichtung und Wahrheit – Elftes bis zwanzigstes Buch  (= Goldene Klassiker Bibliothek), 1920.
- Goethes Werke Auf Grund der Hempelschen Ausgabe neu herausgegeben: 6.–8. Teil: Die Leiden des jungen Werther, Wilhelm Meisters Lehrjahre, Die Wahlverwandtschaften, Leipzig, o. J.
- Goethe, Johann Wolfgang von Auf Grund der Hempelschen Ausgabe neu herausgegeben: 9. Teil 1.–10. Buch: Dichtung und Wahrheit 10. Teil, 11.–20. Buch: Dichtung und Wahrheit, Leipzig, o. J.